# Садки (Иркутская область)
Садки́ — упразднённая в 2019 году в Мамско-Чуйском районе Иркутской области. Расположена была на межселенной территории.  

## География
Находилась на правом берегу реки Лена, при впадении в неё реки Рысинская Юхта, в 114 км (по прямой) к северо-западу от рабочего посёлка Мама, и в 31 км (по Лене) к юго-западу от села Чуя.

## История
Упразднена законом Иркутской области от 24.12.2019 № 133-ОЗ.

## Население
| 2002 | 2010 | 2011 | 2012 |
| ---- | ---- | ---- | ---- |
| 5    | ↘0   | →0   | →0   |